# Amazone (équitation)
Pour les articles homonymes, voir Amazone.

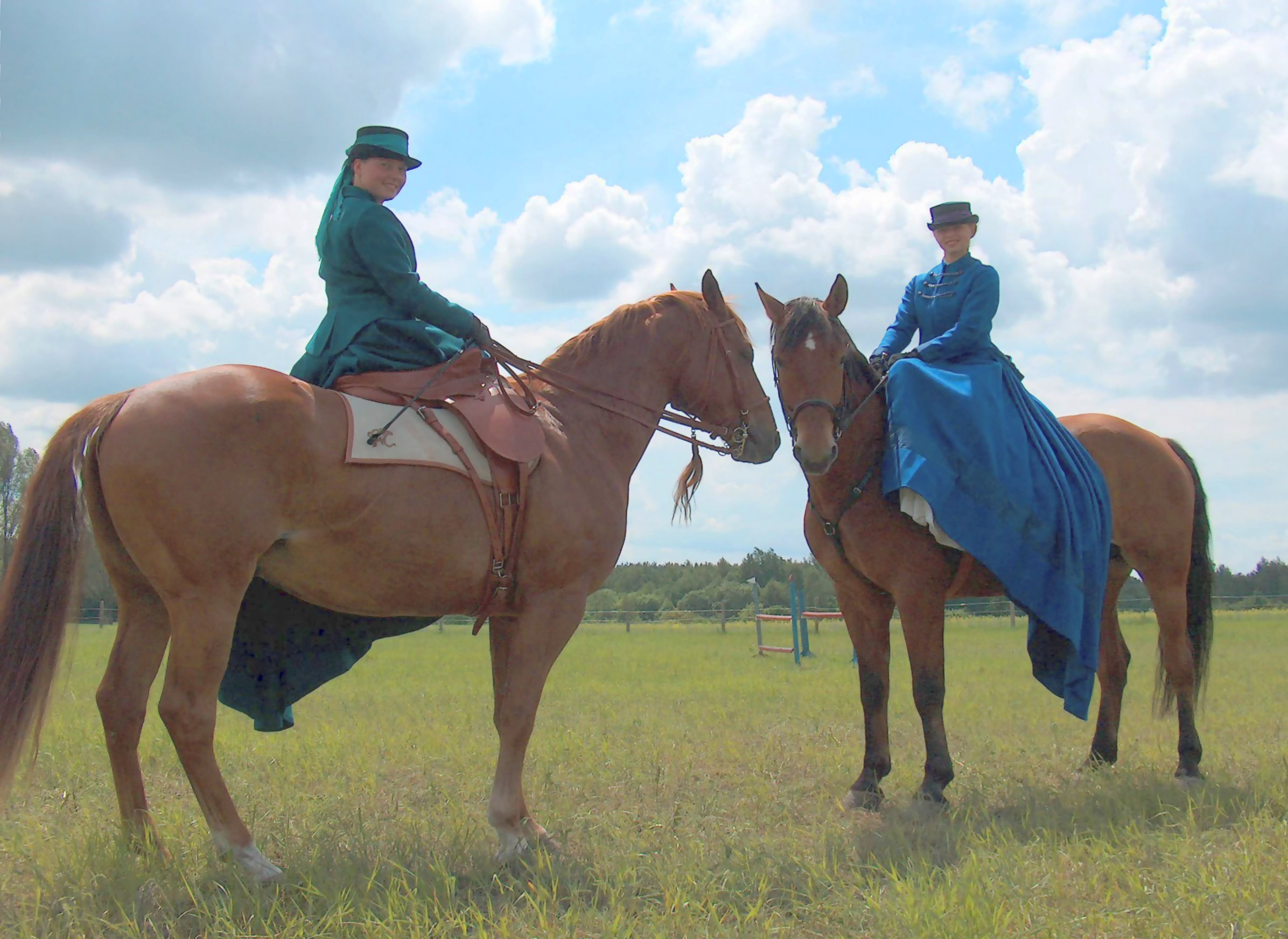
Cavalières en monte amazone.

En équitation, « monter en amazone » signifie chevaucher avec les deux jambes du même côté du cheval. Cette position est adoptée par les femmes à partir du XVIe siècle, celles-ci montent assises de côté, tournant l'épaule au côté droit de leur cheval. Une selle spéciale est utilisée. Elle est composée d'un seul étrier, à gauche le plus classiquement, à droite assez rarement, et de deux fourches à gauche autour desquelles on enroule ses jambes, la gauche en dessous et la droite au-dessus.
Le mollet droit repose sur une avancée de cuir : le garde-jambe.
Il existe différents types de selles d'amazone, à deux, trois, voire quatre, fourches, à fourches réversibles, ainsi que des bardettes amazone conçues pour les poneys, des surfaix d'amazone pour le spectacle... L'arçon de la selle d'amazone est différent de celui d'une selle à califourchon.

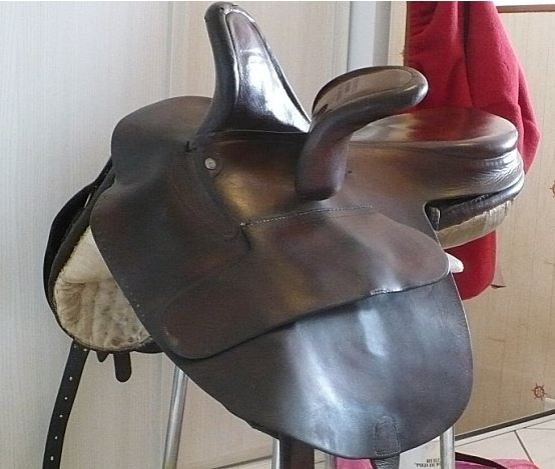
Selle d'amazone Champion and Wilton.

## Histoire

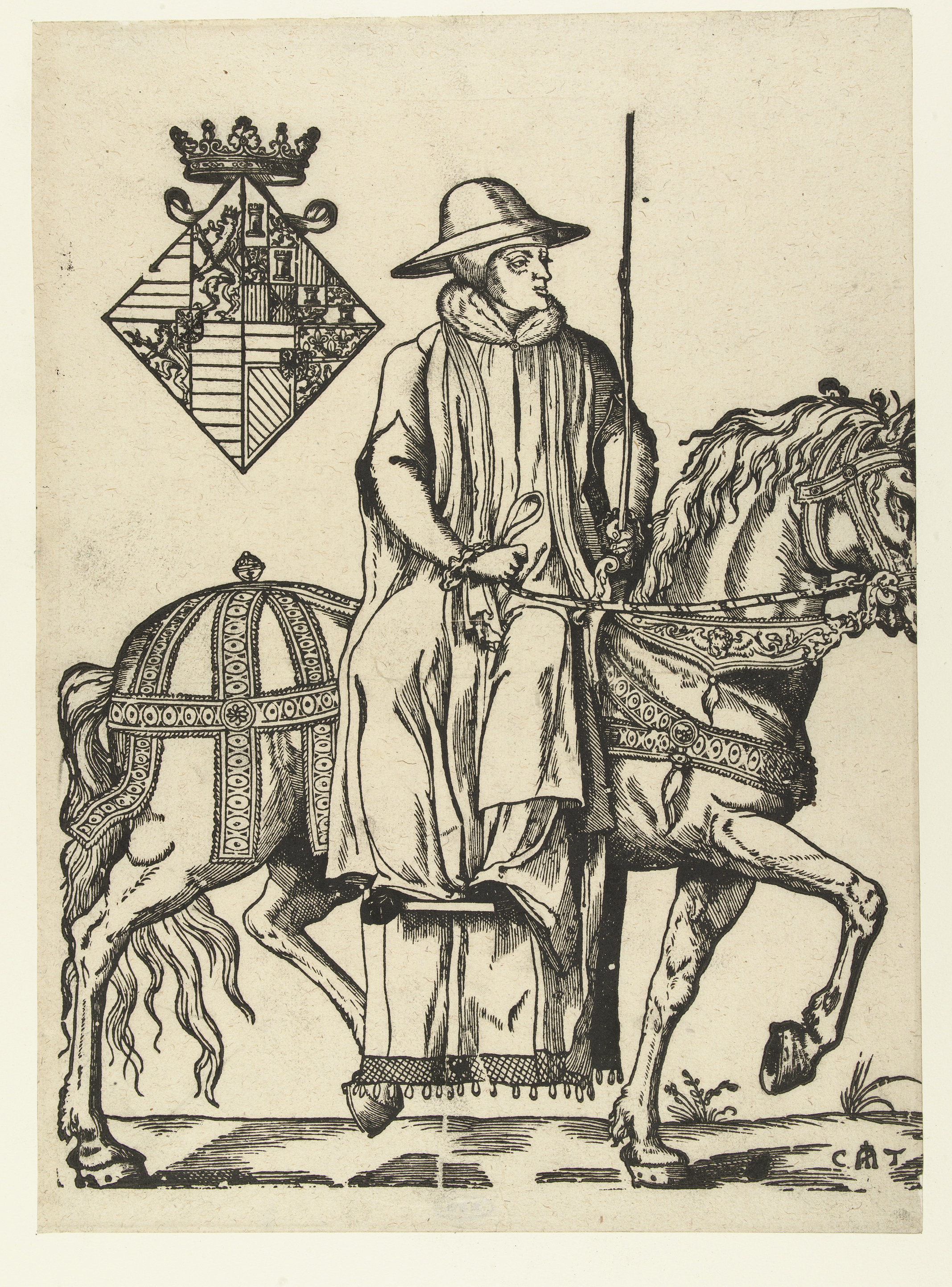
Dessin de Marie de Hongrie sur une sambue au XVIe siècle.

Au XVIe siècle, Brantôme attribue à Catherine de Médicis l'introduction de la fourche supérieure de la selle d'amazone. Jusqu'à cette époque, les femmes montaient avec leurs jambes disposées d'un même côté du cheval et assises sur une selle nommée sambue, les pieds reposant sur une planchette. Cette assise instable leur interdisait d'autre allure que le pas et certaines femmes importantes sont ainsi décédées de mauvaises chutes de cheval, comme la reine Isabelle d'Aragon. L'innovation de Catherine de Médicis permit donc aux femmes de rester en selle quelle que fût l'allure du cheval, et par conséquent de suivre les chasses. Elle nécessita le port d'un caleçon long, ce qui suscita de nombreuses polémiques. Frank Davies dans Chasse aux loups et autres chasses en Bretagne attribue la création de la selle à Anne de Luxembourg, épouse de Richard II. Il précise toutefois que ce fut bien Catherine de Médicis qui en perfectionna la forme.
Une seconde fourche supérieure, formant une sorte de berceau pour la cuisse droite apparut ensuite, ainsi qu'une sorte de rambarde à droite, l'assise de la cavalière restait encore fragile. Sous Louis XV, au manège de Versailles, les dames montaient toutefois en amazone et à califourchon. La selle d'amazone a ensuite été améliorée dans les années 1830 par les écuyers François Baucher et Jules Pellie, avec l'ajout d'une fourche « basse » à gauche, qui renforce la solidité de la cavalière, pour aboutir aux selles modernes. À cette époque, les écuyères de cirque rivalisent d'adresse et d'élégance dans les cirques, on citera par exemple Caroline Loyo, Adèle Drouin, Thérèse Renz, Blanche Allarty-Mollier, Elvira Guerra, Pauline Cuzent… C'est aussi en amazone que s'illustre l'impératrice Sissi par exemple. Les coutumes marginalisent progressivement la monte à califourchon et généralisent la monte en amazone dont l’apogée se situera à la fin du XIXe siècle.

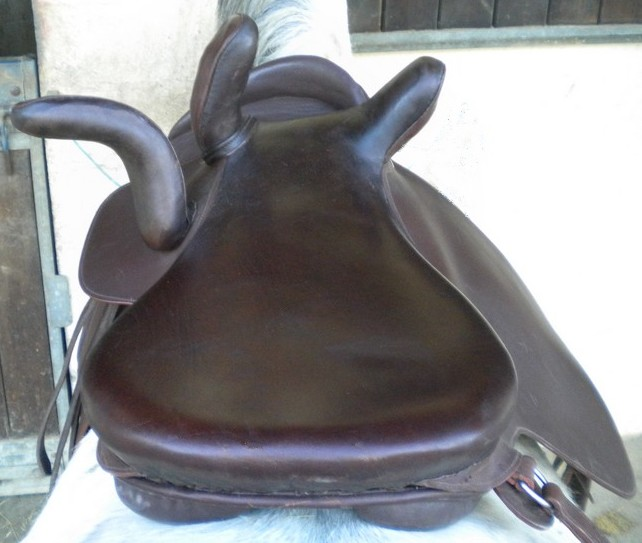
Selle amazone à 3 fourches Durandal.

Jusqu'au XXe siècle, les femmes continuent de monter presque toutes en amazone, leurs jupes les empêchant de monter à califourchon sans montrer leurs jambes. Une autre raison de la naissance de la monte en amazone vient de l'importance accordée à la virginité des femmes avant le mariage. En effet on a considéré pendant longtemps que la monte à califourchon pouvait entraîner un déchirement de l'hymen, dont l'intégrité est symboliquement associée à la virginité. La monte en amazone nécessite donc évidemment sa propre tenue, également appelée « amazone ».

Un jour que la duchesse de Luynes, se plaignant beaucoup du mal que lui avait fait le trot excessivement dur de son cheval qu’elle avait monté en amazone, Rulhière improvisa le couplet suivant pour la consoler :
Consolez-vous, jeune et belle de Luynes,

C’est au talon qu’Achille fut blessé

Vous avez sa valeur, son air, son origine; 

Mais votre endroit faible est placé

D’une façon bien plus divine.

## Spécificités de la monte en amazone
L'amazone pour se maintenir droite doit cambrer le rein. Seule la jambe gauche peut être utilisée comme aide, la jambe droite devant maintenir l'amazone en selle. La cravache remplace la jambe sur le flanc droit du cheval.

## Pratique actuelle
Aujourd'hui la monte en amazone est de nouveau en développement, en particulier en Angleterre, en France, en Allemagne, en Suisse, mais aussi en Espagne et en Belgique. Il existe des associations de cavalières en amazone dans ces pays qui promeuvent la monte en amazone, qu'on appelle aussi « monte dans les fourches ».
La monte en amazone ne constitue pas une discipline particulière en équitation, mais une façon différente de pratiquer les mêmes disciplines qu'à califourchon, la cravache tenue dans la main droite remplaçant l’action de la jambe droite. Les amazones sont ainsi bien représentées tant en dressage, saut d'obstacles, concours complets, spectacle, présentations historiques de vénerie ou équitation de travail.
En France, la Fédération française d'équitation a ouvert une Commission Amazone pour contribuer à développer l'enseignement (passage des galops, monitorat) et la pratique en concours, officiellement codifiée en 2006. Cette commission se décline en comités régionaux. Au niveau national, les disciplines tels que les Championnats de France de Dressage sont ouverts aux amazones. Le Championnat de France du Cheval de Chasse (pour les chevaux pratiquant la vénerie) présente un  classement fédérale propre aux amazones . 